# Mark Sheppard
Mark Andreas Sheppard (Londres, 30 de maio de 1964) é um ator e músico inglês. Ele é conhecido por interpretar o demônio/Rei do Inferno Crowley na série Supernatural e por seus papéis recorrentes como o advogado Romo Lampkin no reboot de Battlestar Galactica, o investigador da Interpol James Sterling em Leverage e o pequeno criminoso Badger em Firefly, de Joss Whedon. Mark Sheppard também interpreta o personagem Willoughby Kipling na série Doom Patrol.

## Vida pessoal
Mark Sheppard é filho do ator William Morgan Sheppard. Casou-se em 6 de março de 2004 com Jessica Sheppard, de quem se separou em 2014. Ficou noivo da Sarah Louise Fudge em 20 de agosto de 2015.

## Carreira

### Música
Com 14 anos ele se tornou músico profissional, gravando e tocando com bandas como Robyn Hitchcock, Television Personalities e o grupo irlandês Light a Big Fire. Mark tocou bateria no segundo álbum da banda, Light a Big Fire.

### Televisão
- Em Supernatural, recorrente da quinta à nona temporada e como principal da décima à décima segunda temporada como Crowley
- Chuck
- Stargate
- Leverage, como James Sterling
- Episódio "Fire" em The X-Files.
- Soldier of Fortune, Inc.
- CSI: Crime Scene Investigation
- The Practice
- The Invisible Man
- Special Unit 2
- JAG
- Star Trek: Voyager
- The Chronicle
- Monk
- Las Vegas
- Charmed
- CSI: NY
- 24
- Medium[5]
- The Son Also Rises
- Battlestar Galactica
- Bionic Woman[6][7]
- Burn Notice
- Warehouse 13 (2009)
- Episódio "Wiches in Tights" em Charmed
- White Collar
- Doctor Who, episódios 6x01 "The Impossible Astronaut" e 6x02 "The Day of the Moon" como Canton Everett Delaware III.[8]
- Arquivo X (1994) 1×12

### Filmes
- 1993 - In the Name of the Father
- 1996 - Um Cupido entre Nós
- 2001 - A Última Viagem
- 2002 - Megalodon
- 2002 - Firefly
- 2004 - Fugindo do Passado
- 2004 - Olhos Malditos
- 2006 - Pecados Mortais

## Ligações Externas
- Mark Sheppard. no IMDb.